# Aruba nos Jogos Pan-Americanos
Aruba competiu em cada edição dos Jogos Pan-Americanos desde a décima edição do evento, em 1987, em Indianápolis. Conquistou sua primeira medalha nos Jogos Pan-Americanos de 2019: Uma medalha de bronze na vela. Aruba não enviou competidores aos jogos Pan-Americanos de Inverno, em Las Leñas, 1990.

## Quadro de Medalhas e participação
| Ano   | Sede           | Gold | Silver | Bronze | Total |
| ----- | -------------- | ---- | ------ | ------ | ----- |
| 1987  | Indianapolis   | 0    | 0      | 0      | 0     |
| 1991  | Havana         | 0    | 0      | 0      | 0     |
| 1995  | Mar do Prata   | 0    | 0      | 0      | 0     |
| 1999  | Winnipeg       | 0    | 0      | 0      | 0     |
| 2003  | Santo Domingo  | 0    | 0      | 0      | 0     |
| 2007  | Rio de Janeiro | 0    | 0      | 0      | 0     |
| 2011  | Guadalajara    | 0    | 0      | 0      | 0     |
| 2015  | Toronto        | 0    | 0      | 0      | 0     |
| 2019  | Lima           | 0    | 0      | 1      | 1     |
| Total | Total          | 0    | 0      | 1      | 1     |